# Tchelopek (Brvenitsa)
Tchelopek (en macédonien Челопек, en albanais Çellopeku) est un village du nord-ouest de la Macédoine du Nord, situé dans la municipalité de Brvenitsa. Le village comptait 5287 habitants en 2002. Il est majoritairement albanais.

## Démographie
Lors du recensement de 2002, le village comptait :
- Albanais : 4 803
- Macédoniens : 463
- Turcs : 2
- Serbes : 1
- Autres : 18